# مقاتل الطريق
مقاتل الطريق (بالإنجليزية: Road Fighter)‏ (باليابانية: ロードファイター) ، هي لعبة إلكترونية من نوع لعبة أكشن وسباق الوقت، صدرت عام 1984م، وتدعم أنظمة نينتندو انترتنمنت سيتستم وإم إس إكس.

## مراحل اللعبة
تتكون اللعبة من أربعة مراحل وهي :
1. الشارع.
2. الجسر المائي.
3. الشاطئ.
4. تضاريس جبلية.

## وصلة خارجية
- مقاتل الطريق guide في موقع ستراتيجي ويكي
- مقاتل الطريق على موقع القائمة القاتلة لألعاب الفيديو
- Midnight Run على موقع القائمة القاتلة لألعاب الفيديو
- Winding Heat على موقع القائمة القاتلة لألعاب الفيديو
- Road Fighters 2010 official site